# Жак Аміо
Жак Аміо, також Жак Амйо (фр. Jacques Amyot, 30 жовтня 1513 Мелен — 6 лютого 1593, Осер) — французький філолог, джерелознавець, перекладач класичних текстів. Єпископ осерський.

## Життєпис
Народився в небагатій родині.
Закінчив Наваррський колеж. Став наставником дітей наближеного короля Жака Коліна; той рекомендував його Маргариті Наваррській, сестрі Франциска I. Після цього Аміо був призначений викладачем грецької та латинської мов в університеті міста Бурж (1536—1543). 1543 року король дарував йому Беллозанське абатство; в тому ж році Аміо в складі почту французького посланника у Венеції Жана де Морвільє вирушив до Італії. 1550 року перебував у Римі, де займався пошуками древніх рукописів; роком пізніше за дорученням короля вирушає до Тренто зі спеціальним посланням Тридентському собору.
Після повернення Аміо з Італії Мішель де л'Опіталь представив його новому французькому монарху. Генріх II призначив Аміо вихователем принців — своїх синів, майбутніх Карла IX і Генріха III, а також принцеси Маргарити.
З приходом до влади Карла IX, попри опір Катерини Медичі, призначений Великим роздавальником милостині Франції, державним радником, а потім опікуном Паризького університету. З 1570 році — єпископ Осера. 1578 року Генріх III удостоїв Аміо звання Командора Ордена Святого Духа (то був рідкісний випадок, коли подібна честь виявлялася особі недворянського походження).
1589 року Аміо був несправедливо звинувачений Католицькою Лігою в причетності до вбивства герцога де Гіза, але вже в травні 1590 року відновлений в правах. З цього моменту він повністю занурився у вивчення Біблії і святоотецької традиції.

## Творчість
Популярність Аміо пов'язана перш за все з виконанням ним перекладів французькою мовою грецьких класиків. Ним були переведені всі доступні на той момент твори Плутарха — «Порівняльні життєписи», над якими він працював з 1542 року і які вперше вийшли в світ під назвою «Vies des hommes illustres» в 1559 році, і «Моралії» (Oeuvres morales, 1572). Деякі з трактатів «моралій» Аміо супроводжує цінними джерелознавчими та філологічними примітками.
Крім того, Аміо переклав з грецької трактат «Історична бібліотека» Діодора Сицилійського (1554) і два романи — «Ефіопіка» Геліодора (1547) і «Дафніс і Хлоя» Лонга (1559).